# Лук склонённый
Лук склонённый (лат. Allium cernuum) — многолетнее травянистое растение, вид рода Лук (Allium) семейства Луковые (Alliaceae).
В диком виде растёт в Северной Америке в сухих лесах, на каменных осыпях и в прериях.

## Описание
Луковица удлинённой конической формы, длиной до 5 см, диаметром 15 мм.
Листья линейные, плоские, с параллельным жилкованием, длиной до 30 см, шириной до 2-4 мм, собраны в веерообразную прикорневую розетку.
Цветонос длиной до 50 см, поникающий, заканчивается склонённым вниз соцветием — зонтиком из белых или розовых цветков. Жёлтые пыльники тычинок выступают за границу венчика цветка. Семена мелкие, тёмные.
Цветёт в июле — августе.
И луковица и зелень съедобны, имеют характерный луковый запах. Используется также в качестве декоративного растения.

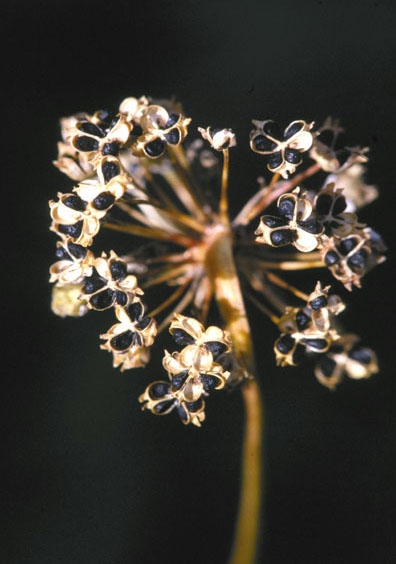
Соцветие лука склонённого с семенами
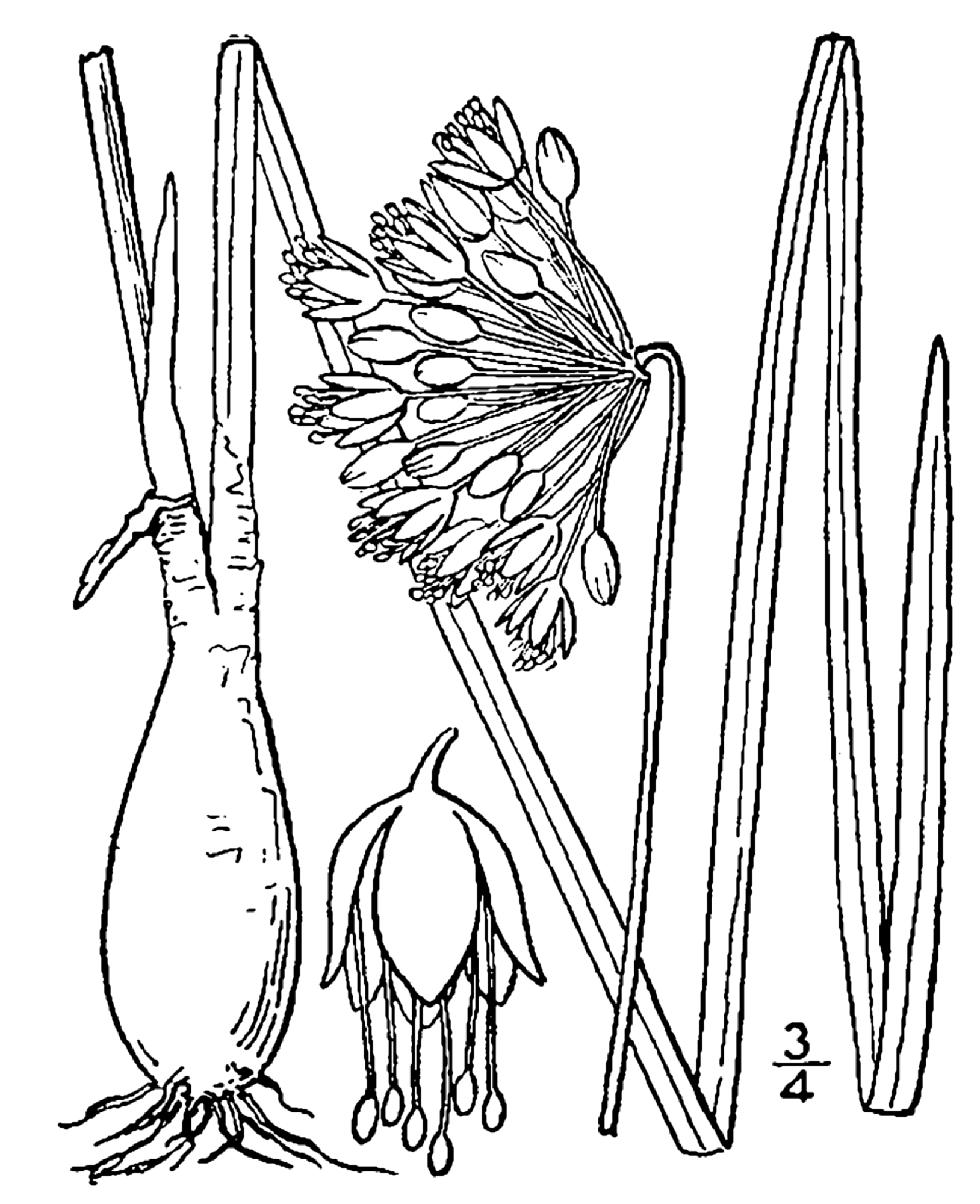
A. cernuum from Britton and Brown 1913
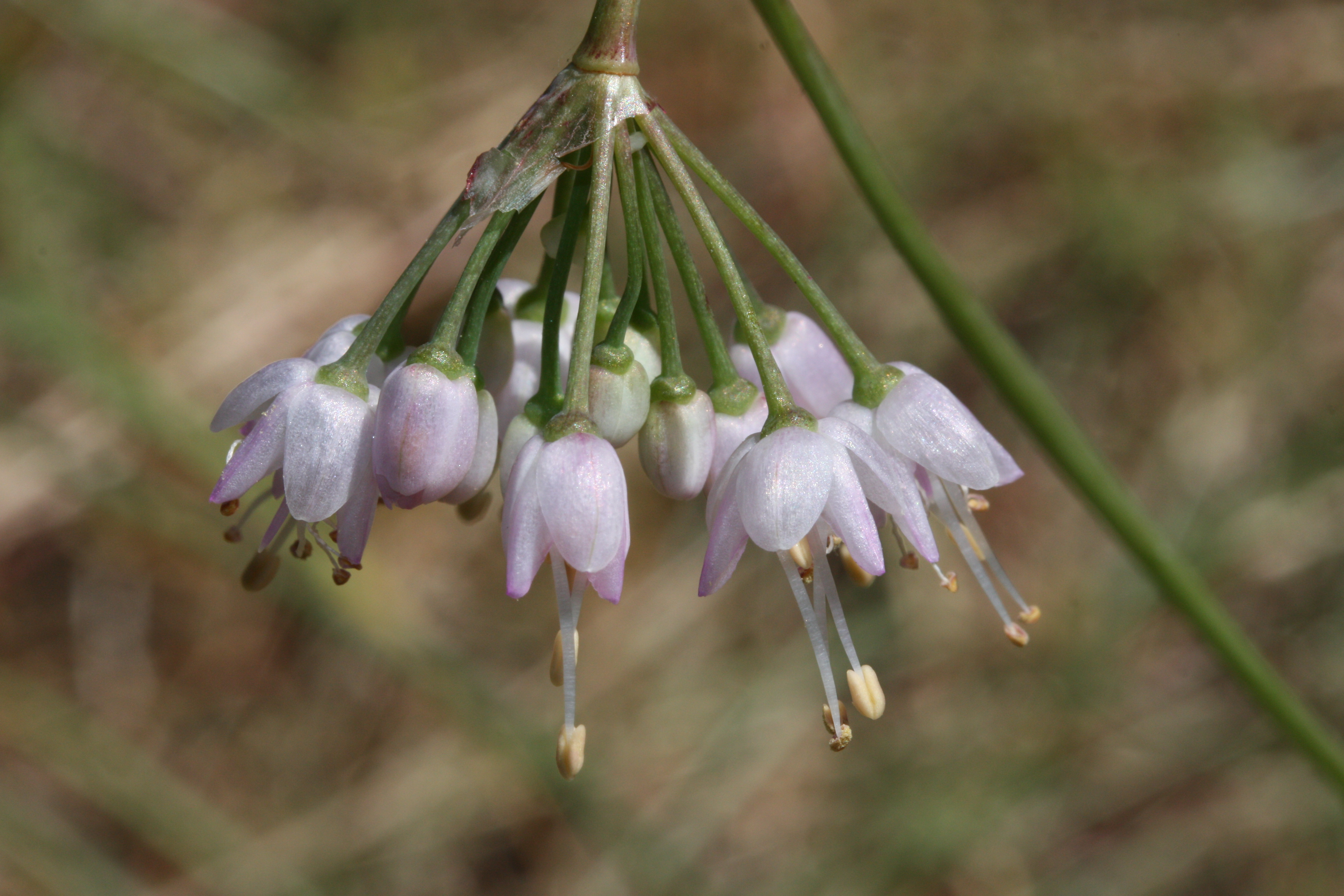
Соцветие

## Синонимы
Согласно базе данных GBIF на ноябрь 2023 в синонимику вида Allium cernuum Roth Arch. Bot. (Leipzig) 1(2): 40 (1798) входят следующие наименования:
- ≡ Allium alatum Schreb.
- = Allium alatum Schreb. ex Roth
- = Allium allegheniense Small
- = Allium cernuum f. alba J.K.Henry
- = Allium cernuum f. obtusum Cockerell
- = Allium cernuum subsp. neomexicanum (Rydb.) Traub & Ownbey
- = Allium cernuum subsp. obtusum (Cockerell) Traub & Ownbey
- = Allium cernuum var. cernuum Roth
- = Allium cernuum var. neomexicanum (Rydb.) J.F.Macbr.
- = Allium cernuum var. obtusum (Cockerell) Cockerell
- = Allium cernuum var. obtusum Cockerell ex J.F.Macbr.
- = Allium natans Rydb.
- = Allium neomexicanum Rydb.
- = Allium nutans Schult. & Schult.f.
- = Allium oxyphilum Wherry
- = Allium recurvatum Rydb.
- = Allium tricorne Poir.
- ≡ Calliprena cernua (Roth) Salisb.
- ≡ Cepa cernua (Roth) Moench
- ≡ Gynodon cernuum (Roth) Raf.
- = Gynodon elliotii Raf.
- = Gynodon rupestre Raf.